# دقدق غونثر
دقدق غونثر (الاسم العلمي: Madoqua guentheri) ظبي صغير وجد في شرق أفريقيا في الصومال، إثيوبيا، كينيا وأوغندا. لونه رمادي مصفر إلى بني محمر 